# Тајпеј 101
Тајпеј 101 (кин: 台北101, (一零一)) је некадашњи највиши облакодер на свету. Тајпеј 101 смештен је у главном граду Тајвана, Тајпеју. Добитник је велике награде „Emporis Skyscraper Award“ за најлепшу и најневјеројатнију грађевину 2004. године.
Сврстан је у нових седам светских чуда и седам чуда инжењерства 2006. године. Облакодер има 101 спрат и изграђен је у старо-азијском стилу. Направљен је тако да га тамошњи тајфуни и потреси не могу срушити. Сам облакодер висок је 449,2 м, али са антеном, његова висина износи 509.2 метра, што га чини једним од највиших облакодера на свету.
Име Тајпеј 101 добио је по имену града у којем је смештен, а друго име, односно број 101, се подудара са два значења, једно је број спратова колико има, а друго је улица у којој се налази, а то је 101. улица.
У власништву је компаније „Taipei Financial Center Corporation“, а њом управља америчка компанија смештена у Чикагу „International division of Urban Retail Properties Corporation“. Оригинално име Тајпеја 101 требало је бити „Taipei World Financial Center“, али су се власници ипак одлучили за једноставније име.